# Michel Kaham
Michel Kaham (Bafang, 1952. június 1. –) kameruni válogatott labdarúgó.

## Pályafutása

### Klubcsapatban
1978 és 1980 között a Tours FC, 1980 és 1981 között a Valenciennes játékosa volt. 1982 és 1988 között az Egyesült Államokban játszott a Cleveland Force csapatában. 

### A válogatottban
1972 és 1982 között 13 alkalommal szerepelt a kameruni válogatottban. Részt vett az 1982-es világbajnokságon.

## Sikerei, díjai
Aigle Nkongsamba
- Kameruni bajnok (1): 1971

Canon Yaoundé
- Kameruni bajnok (1): 1974